# Ajlamu
Los ajlamu, ahlamu o akhlamu (en escritura cuneiforme Aḫlamū, "los compañeros") eran antiguos grupos semitas tribales nómadas y seminómadas. Su hábitat se situaba al oeste del Éufrates, entre la desembocadura del río Jabur y Tadmor (Palmira). Las primeras menciones son mesopotámicas del siglo XVIII a. C. y luego, en el siglo XIV a. C. de fuentes egipcias, en una de las cartas de Amarna, en tiempos de Ajenatón, donde se afirma que habían avanzado hasta el Éufrates.
En una de sus inscripciones, el rey asirio Adad-nirari I (1305-1274 a. C.) afirma que su padre, Arik-den-ili (1.317 - 1306 a. C.), derrotó a distintos pueblos de las montañas del este (los turukku y los kadmuji) y a los nómadas ajlamu, suteos e iaru. Según la inscripción de otro rey asirio, Salmanasar I (1273 - 1244 a. C.), los ajlamu con el apoyo mitanio de Shattuara II de Hanigalbat, fueron derrotados en su levantamiento contra los asirios. 
Incluso eran capaces de obstaculizar la comunicación entre reinos, como cuando el rey de la dinastía casita de Babilonia Kadashman-Enlil II (1263 - 1255 a. C.), en sus relaciones con el rey hitita Hattusili III (1267 - 1237 a. C.), éste se queja de la interrupción del envío de mensajeros, entre las dos cortes, con el pretexto de los asaltos de bandidos ajlamu. Estas bandas de nómadas, posteriormente podrían pasar a llamarse con el apelativo de uno de sus clanes, los arameos.
También son conocidos como enemigos de los asirios, cuando Asiria resurge de nuevo, ya en tiempos del monarca Ashur-resh-ishi I (1133 - 1116 a. C.) del imperio medio, alude entre sus títulos a victorias sobre los ajlamu, los lullume y los guteos y lo mismo sucederá con su sucesor, Tiglatpileser I.
Los ajlamu lo mismo podían guerrear por su cuenta como podían actuar como mercenarios con otros pueblos como los hititas o los mitanios. Además por su excelente conocimiento del desierto, eran a veces, contratados como guías de caravanas, lo mismo que los nómadas suteos para las grandes expediciones comerciales, aunque la historia dice que no siempre eran fiables.